# Alexander Keuk
Alexander Keuk (* 13. Oktober 1971 in Wuppertal) ist ein deutscher Komponist und Musikjournalist.

## Leben
Keuk absolvierte nach dem Abitur von 1990 bis 1992 eine Lehre zum Kaufmann im Einzelhandel. Von 1993 bis 1999 studierte er Komposition bei Hans Jürgen Wenzel an der Hochschule für Musik Carl Maria von Weber Dresden. Sein Diplom legte er mit einer Arbeit über Die 7 Sonaten für 2 Violinen von Allan Pettersson ab; es folgte ebenda ein Aufbaustudium (u. a. bei Wilfried Krätzschmar) im Fach Komposition, welches er 2001 mit Konzertexamen abschloss. Beginnend während des Studiums, ist Keuk seit 1996 als freier Autor für die Kulturredaktion der Dresdner Neuesten Nachrichten tätig.
Seit 2002 arbeitet er in Dresden als freischaffender Komponist und Musikjournalist. Er verfasst regelmäßig Beiträge für die Neue Musikzeitung, die Neue Zeitschrift für Musik und das Fachmagazin Positionen. Von 2001 bis 2003 war Keuk Geschäftsführer der Sächsischen Gesellschaft für Neue Musik, seit 1992 ist er im Vorstand der Internationalen Allan-Pettersson-Gesellschaft und war bis 2018 Vorstandsvorsitzender des Dresdner Kammerchores.
1999 war er Stipendiat der Sächsischen Kulturstiftung und des Sächsischen Musikrates im Künstlerhaus Schloss Wiepersdorf. Vier Mal erhielt er vom Freistaat Sachsen ein Arbeitsstipendium, zuletzt im Rahmen der Förderung "Denkzeit 2020". Auch in den Programmen von Neustart Kultur erhielt Keuk 2020/2021 für Kompositionsprojekte Förderstipendien über den musikfonds und den Deutschen Musikrat.
In Zusammenarbeit mit der Deutschen Oper Berlin, dem Europäischen Zentrum der Künste Hellerau und dem carrousel Theater entstand 2003 ein Musiktheater für Kinder. Über mehrere Jahre arbeitete Keuk zudem mit Schülern an Kompositionsprojekten an Dresdner Schulen.
Anlässlich der 800-Jahr-Feier Dresdens erhielt Keuk von der Stadt Dresden und der Dresdner Philharmonie den Auftrag zur Komposition eines Orchesterwerkes, welches im Mai 2006 in einem Zyklus-Konzert des Orchesters uraufgeführt wurde.
Im Rahmen der Kulturhauptstadtbewerbung Dresdens im Jahr 2019 war Keuk Mitbegründer der interdisziplinären Künstlergruppe "DEI FUNK WuK", die sich seit 2020 als Verein in Dresden konstituiert hat und jährlich mindestens ein Kunstprojekt im öffentlichen Raum initiiert.
Alexander Keuk lebt in Dresden und Wien.

## Werke (Auswahl)

### Bühnenmusik
- DR. OX V5.1, Kinderoper für 7 Sänger und Ensemble nach einem Text von Jules Verne, Libretto von Wolfgang Willaschek, 2000–2003, UA 1. Oktober 2003, Schlosstheater Dresden

### Orchester- und Ensemblemusik
- Gebet für Sprecher und Orchester nach einem Text von Georg Heym, 1992/93, UA 16. April 1993, Theater Halberstadt
- Ein deutsches Kettenrondomassaker für Kammerorchester, 1994/95, UA 5. Oktober 1996, Hochschule für Musik Dresden, Ltg. Christian Münch
- Marche Funèbre de la Penseé – Bruchstücke vom Schauen und Hören für 11 Blechbläser und Schlagzeug, 1997, UA 6. Mai 1998, Hochschule für Musik Dresden
- Ultimatum für großes Orchester, 1998, UA 13. Mai 2001, Semperoper Dresden
- Kläng für Orchester, 2000/01, UA 20. April 2001, Lukaskirche (Dresden), Neue Elbland Philharmonie
- Da fragte ich mich/was für eine Kälte/muss über die Leute gekommen sein für Kammerensemble, 2000, UA 1. Dezember 2000, Dresden
- Luc and Teo having some drinks at the Flamingo Bar für Orchester, 2005, UA 29. Oktober 2005, Friedrichshafen
- Mehr Licht! für großes Orchester, 2005/06, UA: 20. Mai 2006, Dresdner Philharmonie,[2] Ltg. Peter Gülke
- TIME BLAST für Klarinette, Horn und Cello-Solo sowie gr. Orchester, 2012, UA: 2. November 2012, Landesjugendorchester Sachsen, Ltg. Milko Kersten
- Doppelkonzert für 2 Violinen und Orchester, 2012/13, UA: 21. März 2013, Freiberg, Duo Gelland (Violinen), Mittelsächsische Philharmonie, Ltg. Jan Michael Horstmann

### Vokalmusik
- Den Wolken II – marana sati für Sopran, Mezzosopran und Cembalo nach einem Text von Georg Heym, 1994, UA 27. April 1994, Hochschule für Musik Dresden
- Musik für die Performance „Kompluxus“ für Chor und Instrumente, 1995/96, UA 23. Juni 1995, Hochschule für Bildende Künste Dresden
- Die Blinden für Tenor und Klavier nach einem Text von Georg Heym, 1993/97, UA 17. Dezember 1997, Hochschule für Musik Dresden
- (Warum Puschkin) Zyklus in 6 Liedern für Sopran, Bariton und Klavier nach Texten von Alexander Puschkin, 1999, UA 24. November 1999, Humboldt-Universität Berlin
- Monolog des verrückten Mastodons für Frauenchor nach einem Text von Paul Scheerbart, 2002, UA anlässlich des Deutschen Chorwettbewerbs 6. Mai 2002, Schloss Osnabrück
- Psalm-Motette Erforsche mich Gott für achtstimmigen gemischten Chor nach Psalm 139, 2004, UA 6. März 2005, Evangelische Kirche Wilthen
- morgen.metamorphosen für drei Vokalstimmen, Text von Sabine Bergk, 2007/08, UA 31. März 2008 Herz-Jesu-Kirche München
- Vineta-Exerzitien für gemischten Chor, UA 17. Januar 2009, Hochschule für Musik Dresden, Dresdner Kammerchor, Ltg. Hans-Christoph Rademann
- Ein Tropfen, ein Schluck in der Höhe (Text: Hans Thill) für Alt, Tenor, Chor und Orchester, UA 8. Dezember 2013, Dresden, Singakademie Dresden, Ltg. Ekkehard Klemm
- Damyata für 3 Chöre a cappella, UA 9. Mai 2014, Dresden, Taipeh Male Choir, Dresdner Kammerchor, Chor des Vitzthum-Gymnasiums Dresden, Ltg. Olaf Katzer
- KAN-KUN für gemischten Chor, UA 11. Februar 2017, Dresden, Dreikönigskirche, Dresdner Kammerchor, Ltg. Hans-Christoph Rademann
- Ein Gebet (Text nach Elisabeth von Schönau) für Kammerchor a cappella, UA 14. September 2021, Dresden, Dresdner Kammerchor, Ltg. Hans-Christoph Rademann
- Duo Seraphim für 2 Soprane, Tenor, Chor und Orchester, UA 16. November 2022, Dresden, chorus116, Ltg. Wolfgang Hentrich

### Kammermusik
- Soliloquy für Querflöte Solo, 1992, UA 30. Mai 1992, Blankenburg
- Licht-Blicke, Novellen für 3 Querflöten, 1993, UA 28. Januar 1995 Zentrum für Zeitgenössische Musik Dresden
- Als wenn die Welt aus Lego wär, Orgelmusik in einem Satz, 1994, UA 31. August 1994 Dominikanerkirche Münster, Philipp Maintz (Orgel)
- Distraire für Violine Solo, 1994/96, UA 11. Dezember 1996, Dresden
- ...Nicht auslöschen...Ströme...nicht ertränken..., Sonate für Bratsche und Posaune, 1997, UA 22. Juni 1998 Teplice
- Flash für Klarinette Solo, 1998, UA 24. November 1999 Hochschule für Musik Dresden, als Composition veröffentlicht in Entweder/Oder Nr. 75, hrsg. von Uwe Warnke
- Klaviertrio, 1999, UA 17. Mai 2002 Leipzig
- Bagatelle für 2 Violinen, 2003, UA 28. Mai 2003, Dreikönigskirche Dresden, Duo Gelland
- Refrain für Cello, Zuspielband und Plattenspieler, 2007, UA 14. November 2007, Hochschule für Musik Dresden, Matthias Lorenz (Violoncello)
- Die sieben letzten Worte für Orgel, 2008, UA 31. März 2008, Herz-Jesu-Kirche München
- DATTA für Bratsche Solo, 2012, UA 2013, München, Nils Mönkemeyer (Bratsche)
- broken songs für Klavier Solo, 2019, UA 4.11.2019, Dresden, Moritz Ernst
- FERMATA für Streichoktett und Zuspielband, 2022, UA 4.11.2022, Dresden, Sinfonietta Dresden

### Elektronische Musik
- Bläue, Vierkanal-Bandstück, 1997, UA 28. Oktober 1997 Lüneburg